# مارتا جاندووا
مارتا جاندووا (به انگلیسی: Marta Jandová) (زاده ۱۳ آوریل ۱۹۷۴) خواننده و بازیگر جمهوری چکی است.
او در مسابقه آواز یوروویژن ۲۰۱۵ به همراه واسلاو نوید بارتا نماینده جمهوری چک بود.